# RZSD EP10
Az RZSD EP10 sorozat (oroszul: ЭП10) a Novocserkasszki Villamosmozdonygyár (NEVZ) és a kanadai Bombardier Transportation által közösen gyártott nagy teljesítményű orosz villamosmozdony-sorozat.
A mozdony még GTO áramirányítós, mostanában viszont jobb tulajdonságokat mutatnak fel az IGBT tranzisztoros megoldások. Emiatt a gép elkészültekor már elavultnak volt tekinthető.
Az EP10 így már véglegesen kikerült az érdeklődés teréből, egy fejlesztési zsákutca, oldalág. Szerződés szerint 12 mozdonyra való áramirányítót a TMH-nak át kellett vennie a Bombardiertől, ezért készült 12 mozdony.